# Martin Dúbravka
Martin Dúbravka, född 15 januari 1989, är en slovakisk fotbollsmålvakt som spelar för Burnley i Premier League.

## Klubbkarriär
Den 31 januari 2018 lånades Dúbravka ut till Newcastle United över resten av säsongen 2017/2018. Den 11 februari 2018 debuterade han i Premier League i en 1–0-vinst över Manchester United. Den 30 maj 2018 blev det en permanent övergång till Newcastle United för Dúbravka som skrev på ett fyraårskontrakt. Den 1 september 2022 lånades Dúbravka ut till Manchester United på ett låneavtal över säsongen 2022/2023, med option för köp.
Den 7 augusti 2025 värvades Dúbravka av nyuppflyttade Premier League-klubben Burnley, där han skrev på ett ettårskontrakt.

## Landslagskarriär
Dúbravka debuterade för Slovakiens landslag den 23 maj 2014 i en 2–0-vinst över Montenegro.